# Chiesa di San Pietro in Campagna (Luino)
La chiesa di San Pietro in Campagna è un edificio religioso dell'arcidiocesi di Milano sito a Luino, in provincia di Varese, nei pressi del cimitero comunale.

## Storia
Il primo nucleo della chiesa risale al XII secolo. Lo testimoniano le indagini condotte durante il restauro conservativo del 1968 e oggi la più importante testimonianza di quel primitivo impianto è il campanile.
A partire dai primi decenni del XVII secolo fu realizzata una cappella sul lato meridionale dell'edificio medievale, allo scopo di proteggere un affresco di devozione popolare precedentemente posto sulla parete esterna del campanile. Negli anni successivi la cappella fu rivestita di cicli di affreschi, dapprima attribuiti dallo storico dell'arte Bernard Berenson ad un intervento giovanile di Bernardino Luini, ma successivamente identificabili come opera derivante da un originale perduto del Bramantino.
Nella metà del XVI secolo alcuni importanti interventi furono probabilmente affidati a Gerolamo Quadrio, che in quel periodo era già impegnato nella costruzione della chiesa di San Giuseppe per conto della famiglia Marliani. Fu durante questi interventi che venne realizzata la nuova facciata.
La chiesa fu parrocchiale fino alla fine del XVI secolo quando, per ordine di Carlo Borromeo, fu costruita la chiesa dei Santi Pietro e Paolo, nel centro dell'abitato di Luino.

## Architettura
L'impianto della chiesa presenta tre navate scandite da due serie di colonne in granito di Baveno; quella centrale è chiusa da un'abside poligonale e coperta con volta a botte decorata con stucchi. Le navate laterali sono invece coperte con volte a vela.
Sulla parete meridionale della navata laterale destra sono visibili tracce di affreschi cinquecenteschi, tra i quali si trovano un'Adorazione dei Magi e due Santi (forse Sant'Ambrogio e Sant'Agostino), dapprima attribuiti a Bernardino Luini e successivamente ricondotti a una bottega operante tra Milano e le valli varesine e comasche. Nella stessa zona si trova un antico affresco medievale raffigurante la Natività, ai cui piedi si trovano le spoglie del beato Giacomo (o Jacopo) da Luino.
La facciata è a capanna e le due ali laterali sono ribassate rispetto al corpo centrale, al quale si raccordano grazie a due volute. La copertura presenta una struttura in legno coperto da coppi, mentre i pavimenti sono in diversi graniti levigati.